# アエロフロート8641便墜落事故
アエロフロート8641墜落事故（アエロフロート8641びんついらくじこ）は、1982年6月28日に発生した航空事故である。プルコヴォ空港発キーウ・ジュリャーヌィ国際空港行きだったアエロフロート8641便（ヤコヴレフ Yak-42）が、ピッチ角のコントロールを失い急降下した。機体は空中分解し、乗員乗客132人全員が死亡した。この事故は、Yak-42で発生した初めての事故であり、ベラルーシ史上最悪の航空事故ともなっている。

## 事故機
事故機のヤコヴレフ Yak-42（CCCP-42529）は、事故までに795時間の飛行時間と496サイクルを経験していた。
事故機には4人のコックピットクルーと4人の客室乗務員、124人の乗客が搭乗していた。コックピットクルーは、機長と副操縦士、航空機関士、ナビゲーターにより構成されていた。

## 事故の経緯
8641便は搭乗の遅れにより、定刻より1分遅いUTC9時01分にプルコヴォ空港を離陸した。10時45分にボルィースピリ管制の空域に入った。10時48分01秒、パイロットは降下の準備を開始したが、57秒後に緊急着陸の許可を管制官に要求した。管制官は7,800メートル (25,600 ft)のホールディングパターンを維持するよう指示した。パイロットは飛行経路を確認したが、8641便からの交信は以降なかった。10時51分20秒、自動操縦により着陸に向けて降下を開始した。10秒後に突然、スタビライザーが機首下げ位置の限界である2度を越え、-1.5Gが生じた。自動操縦は、スタビライザーを調節し0.6度まで戻した。しかし、パイロットが機体を水平にするため操縦桿を3秒間引いたため、自動操縦が解除された。機体は急降下を始め、10時51分50秒に俯角が50度に達した。機体には2Gを越える力が働き、空中分解し墜落した。
機体の残骸は首都圏から南西12km地点で発見された。6.5×3.5kmの範囲に残骸は散乱しており、乗員乗客132人全員が死亡した。

## 事故調査
Yak-42のスクリュージャッキの構造に欠陥があり、疲労亀裂が生じたことが判明した。原因として、不適切なメンテナンス及びスタビライザーの制御装置が基準を満たしていなかったことをあげた。スクリュージャッキの図面にサインをした3人のエンジニアが有罪判決を受けた。
スタビライザーの突発的な動作は構造不良により、42M5180-42ねじが疲労により破断したことが原因だと述べられた。この事故を受けて、Yak-42は全機が設計が修正されるまでの間、運航停止となった。